# Gregoria Canelo de Paredes
Josefa Gregoria Canelo de Paredes (Malpartida de Plasencia, 19 de marzo de 1861-Malpartida de Plasencia, 19 de julio de 1917) fue una hablante del dialecto chinato y una de las personas que más contribuyó al estudio inicial de la dialectología extremeña.

## Biografía
Nació en Malpartida de Plasencia en 1861. Hija de Matilde y Silvestre, naturales de Malpartida de Plasencia y labradores. Aprendió el romancero local con canción o tonillo cuando tenía catorce o quince años, en los ratos de siesta, meriendilla o bolas durante el trabajo en el campo.

Chinatohablante y con una notable sensibilidad lingüística, a sus 43 años, en el año 1904 Canelo le envió a Ramón Menéndez Pidal informes sobre el dialecto chinato, según Pidal, los más precisos que había recibido hasta el momento. Entre sus envíos, 28 temas de romances y coplas; y repertorios de palabras y expresiones, así como explicaciones sobre la pronunciación y conversaciones entre personas. Entre otras, La muerte ocultada es la versión de Malpartida de Plasencia que Canelo envió a Menéndez Pidal y María Goyri hacia 1904, recogida en el citado tomo XII del Romancero tradicional del las lenguas hispánicas (1985:165-166) y en El Romancero tradicional extremeño.
"(los romances y coplas) los sabemos mi criada y yo por aber sido siempre curiosas y recordar con frecuencia lo que sabemos de nuestra niñez (...), D. Ramón, si la desgracia no me ubiera cojido tan de lleno, no necesitaría V. fonógrafo, ni músico que biniera a recojer las tonadas (...); pero, por desgracia, mi boz se a istinguido tal vez para siempre" (Malpartida de Plasencia, sin fecha, c. 1905-1906).
En 1954 Diego Catalán sintetizó en un artículo imprescindible y fuente para cualquier especialista los rasgos del islote lingüístico chinato, a partir de las aportaciones de Canelo, "una chinato-hablante". Pidal y Catalán, se reconocieron deudores de la impagable información proporcionada por la Canelo de Paredes acerca del habla local.

## Vida personal
Casada con Marcial Paredes Guillén, natural de Valdeobispo (Cáceres), el farmacéutico de Malpartida de Plasencia. El matrimonio tuvo dos hijos: Diego y Bibiana Paredes Canelo.
Gregoria falleció el 19 de julio de 1917, a las 4 de la madrugada, en Malpartida de Plasencia, de peritonitis por obstrucción, a los 55 años.